# Selinunte

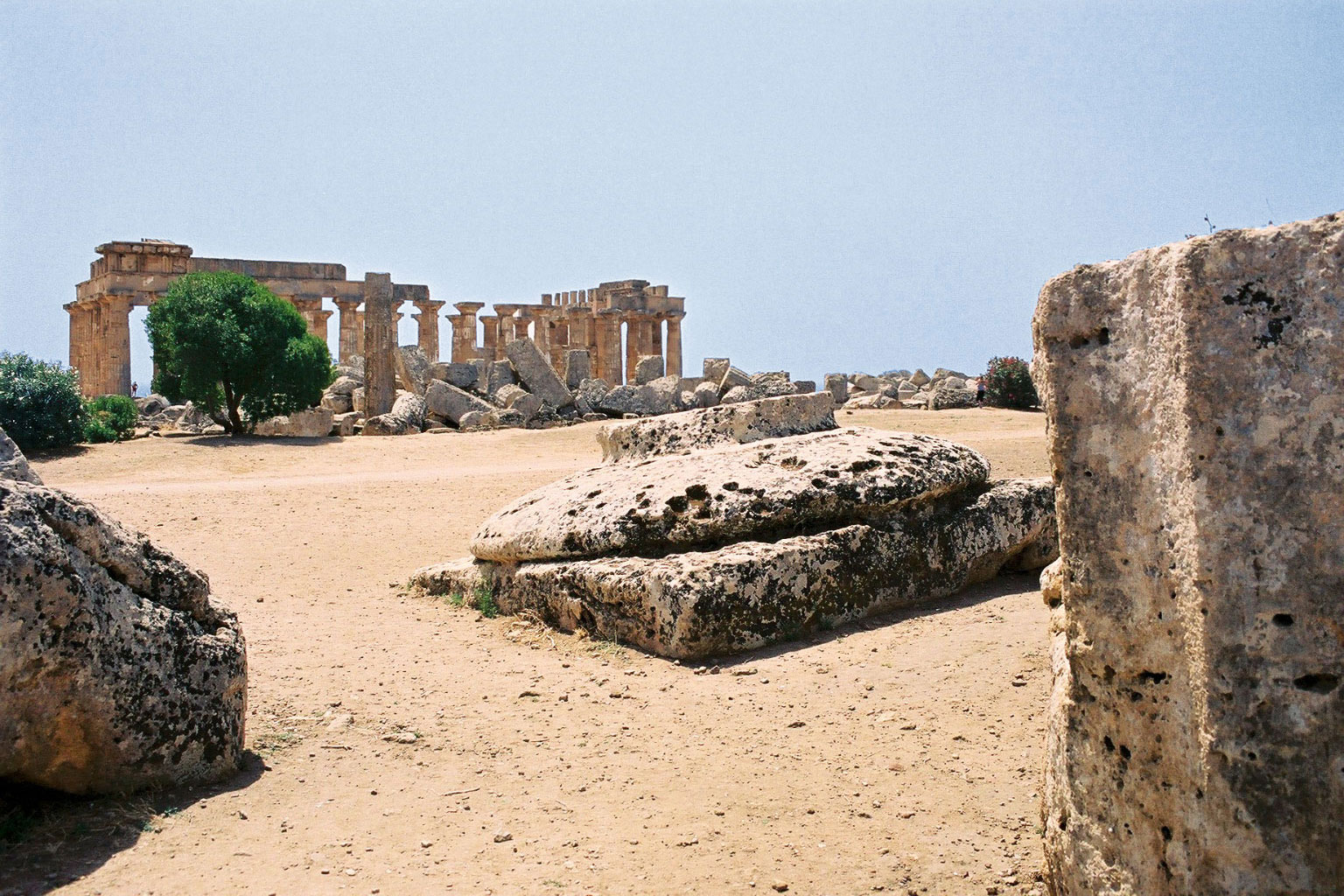
Selinunte

Selinunte (în greacă Σελινοΰς - Selinus) a fost un antic oraș helen din Sicilia (Italia). Situl arheologic se află pe teritoriul actualei comune Castelvetrano din provincia Trapani, la cca 2 km de Marea Mediterană. 
Orașul a fost întemeiat de coloniști greci în secolul al VII-lea î.e.n. Bine păstrate până în prezent sunt unele temple și acropola.

## Galerie de imagini

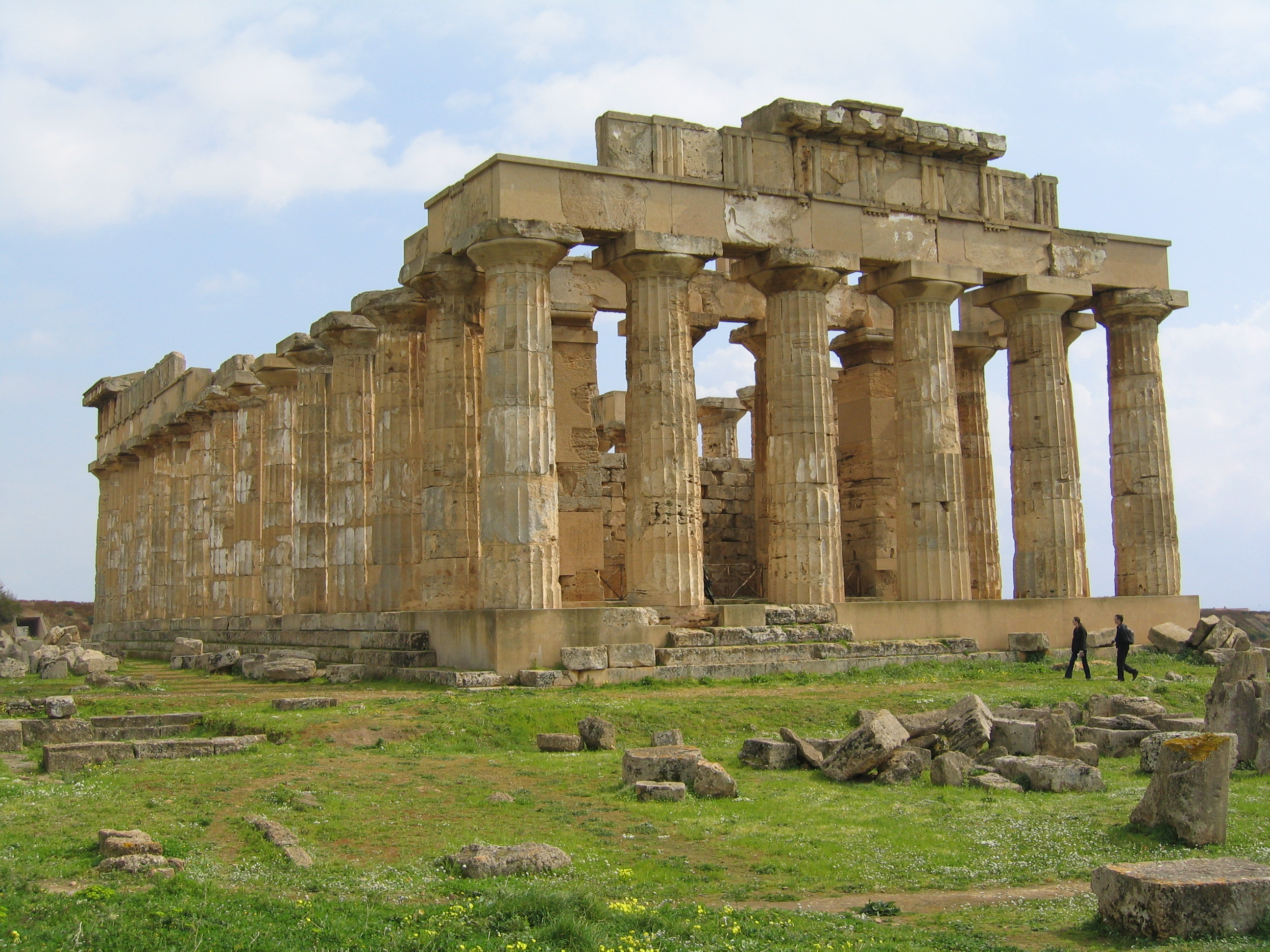
Templul E (Templul zeiţei Hera)
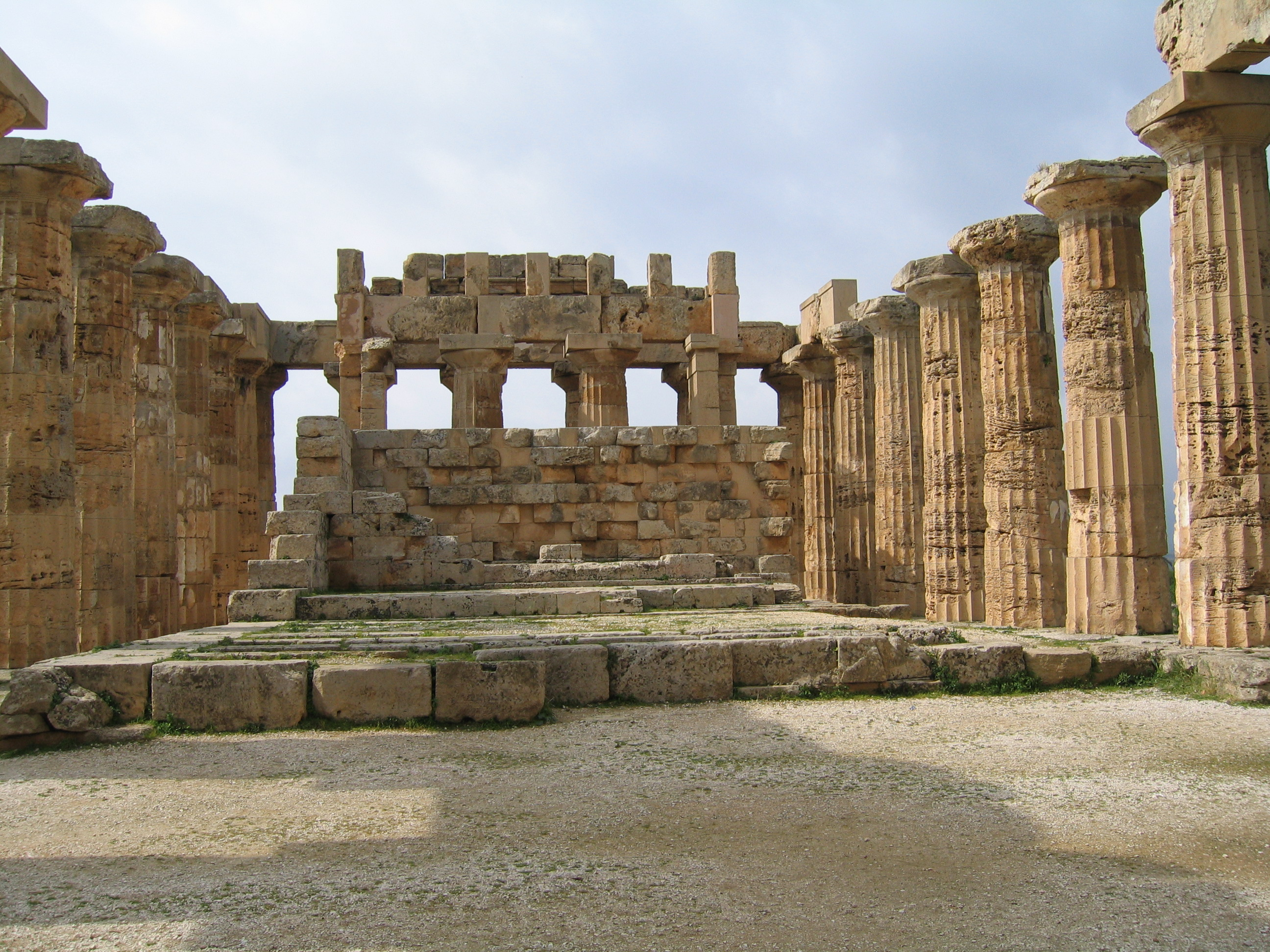
Interiorul Templului E (Templul zeiţei Hera)
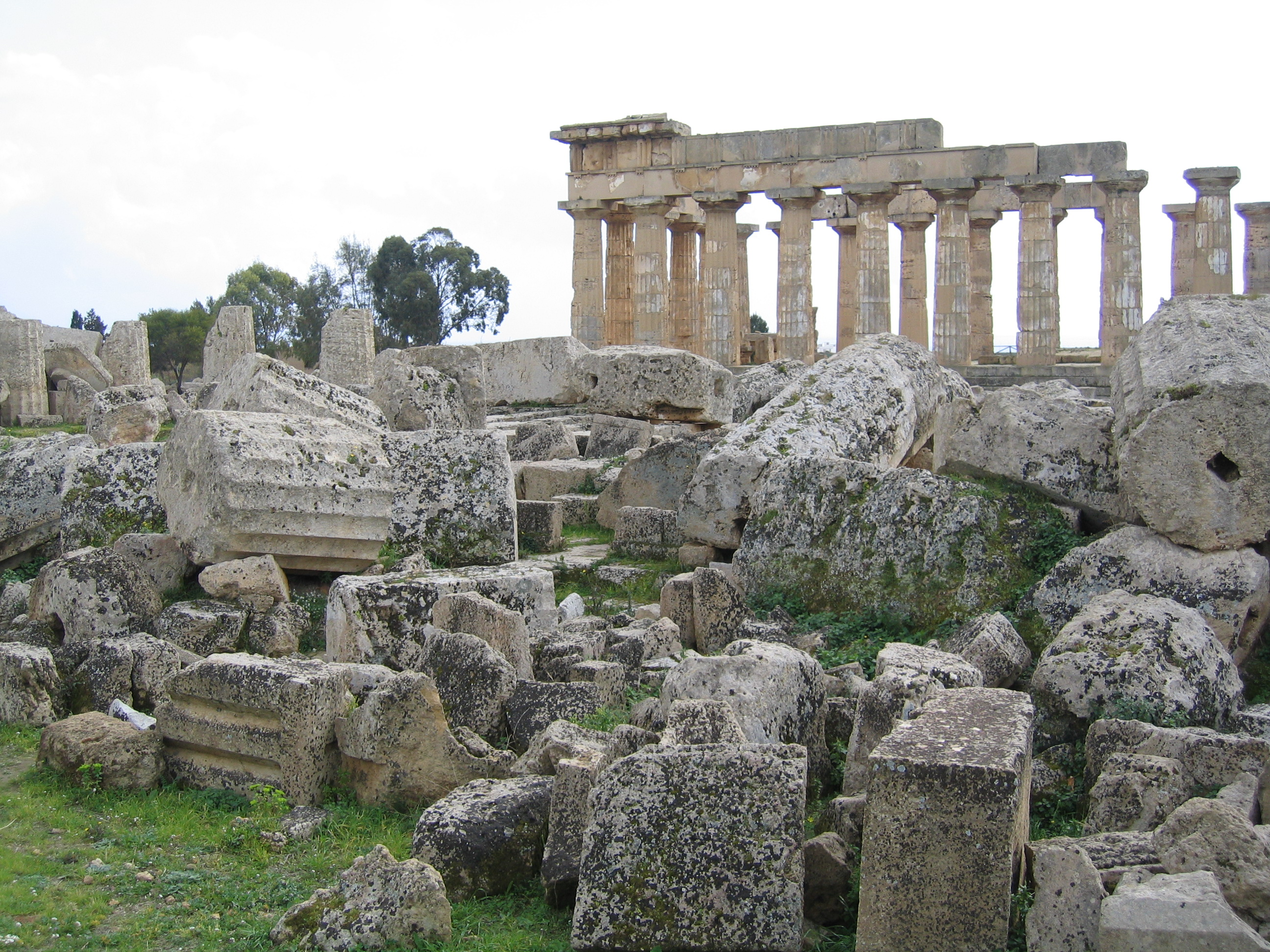
Templul F
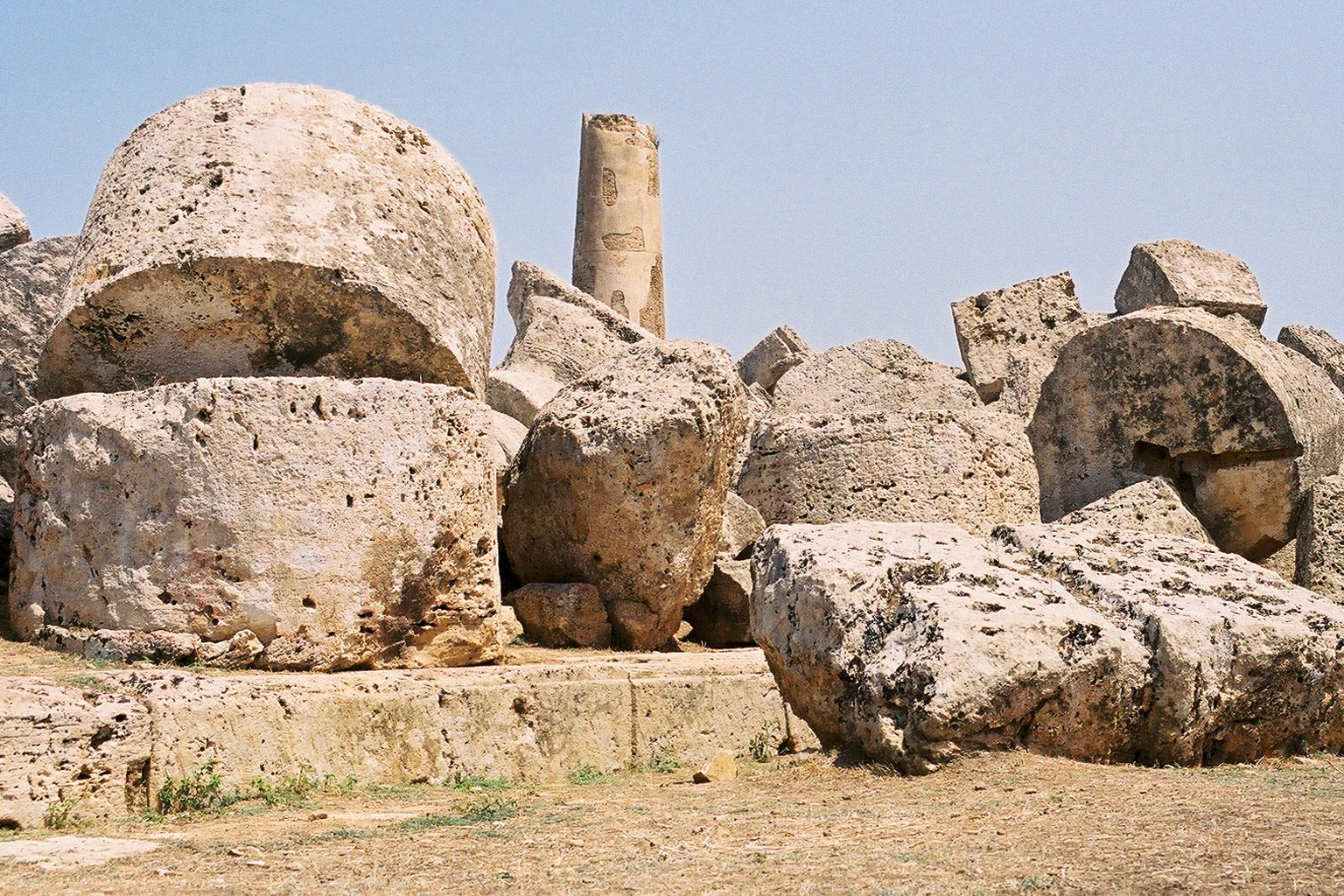
Resturi ale Templului G
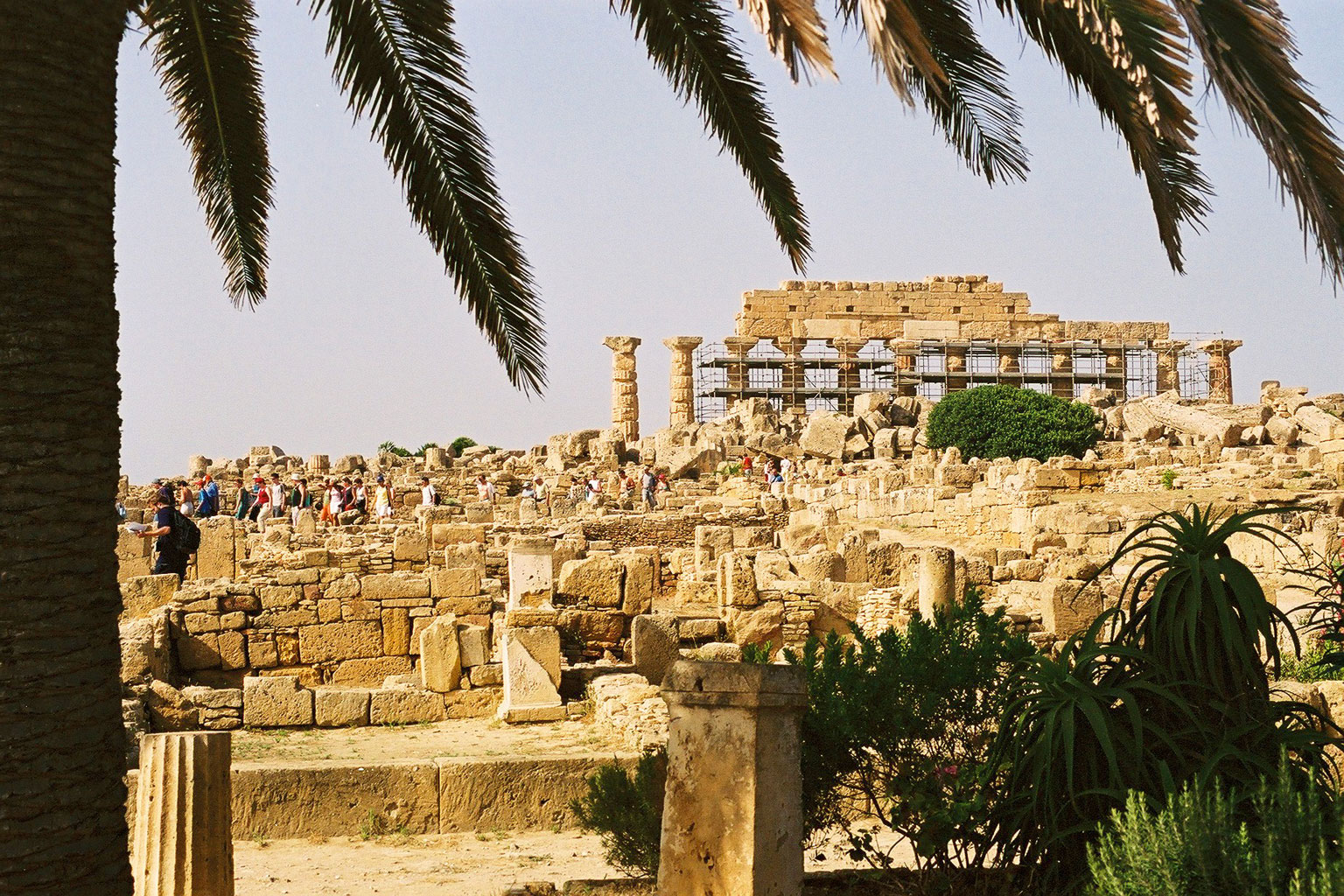
Acropola
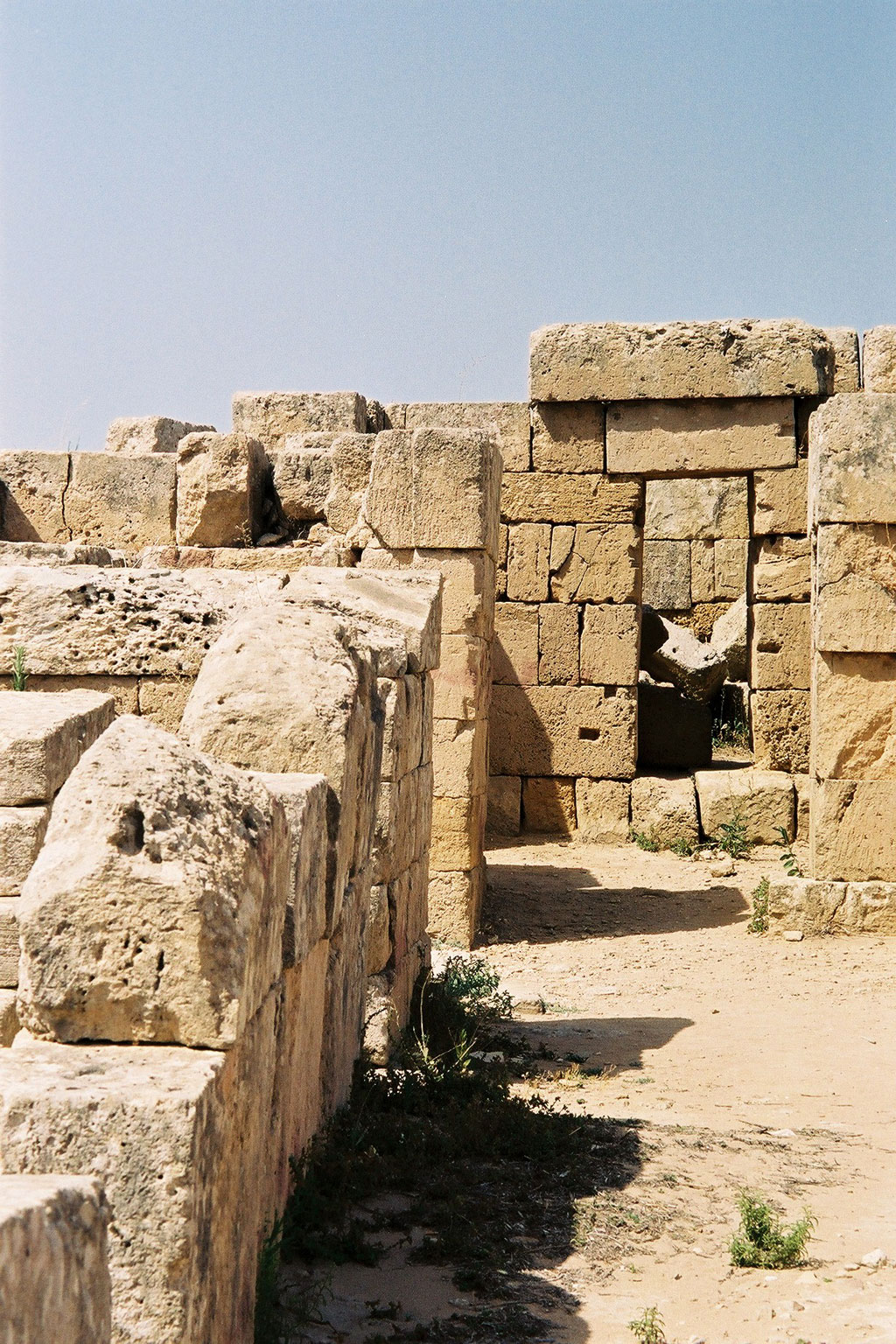
Acropola